# Vitus Nagorny
Vitus Nagorny (* 21. Juni 1978 in Mailuusuu, Sowjetunion) ist ein ehemaliger deutscher Fußballspieler. Der Stürmer, der für den VfL Wolfsburg fünf Bundesligaspiele bestritten hatte, stand zuletzt 2009 beim Drittligisten VfR Aalen unter Vertrag.

## Karriere
Nagorny, als Kirgisistandeutscher in Dingolfing aufgewachsen, begann beim ortsansässigen FC Dingolfing mit dem Fußballspielen. Im Juli 1996 wechselte er zur SG Post/Süd Regensburg, die er nach einer Spielzeit verließ und zur SpVgg Landshut wechselte.
Zu Beginn der Saison 1998/99 wechselte Nagorny als Zwanzigjähriger zum VfL Wolfsburg, für den er in der Bundesliga zum Einsatz kam. Sein Debüt gab er am 8. September 1998 (3. Spieltag) beim 1:1 im Heimspiel gegen den SC Freiburg mit Einwechslung für Matthias Stammann in der 74. Minute. Es folgten drei weitere Einsätze sowie ein weiterer Einsatz in der 1999/2000.
Im Juli 2000 schloss er sich dem Drittligisten Karlsruher SC an, für den er in 23 Punktspielen vier Tore erzielte. Seinen ersten Treffer im Seniorenbereich markierte er am 6. Oktober 2000 (11. Spieltag) beim 3:0-Sieg im Auswärtsspiel gegen den VfR Mannheim mit dem Treffer zum 2:0 in der 73. Minute. Am 31. Oktober 2000 erzielte er in der 2. Hauptrunde des DFB-Pokals den 1:0-Siegtreffer im Heimspiel gegen den Hamburger SV und den Treffer zum 3:2 beim 5:3-Sieg im Achtelfinale beim 1. FC Magdeburg.
Nach zwei Spielzeiten für den Zweitligisten 1. FC Schweinfurt 05 spielte er ab 1. Januar 2003 jeweils für eine Spielzeit beim FC Augsburg, den SV Wehen Wiesbaden und die SV Elversberg.
In der Saison 2005/06 bestritt er bis zum 20. Januar 2006 sieben Punktspiele für den FC Erzgebirge Aue, danach zwölf Punktspiele für den Süd-Regionalligisten Eintracht Trier, für den er fünf Tore erzielte. Zur Saison 2006/07 ins Saarland zurückgekehrt, bestritt er 30 von 34 Punktspielen für die SV Elversberg, bevor er anschließend zwei Spielzeiten in der neu gegründeten 3. Liga beim FC Bayern München II bestritt.
In der Winterpause der Saison 2008/09 wechselte er zum Ligakonkurrenten VfR Aalen, für den er vom 8. Februar (21. Spieltag) bis 25. April 2009 (33. Spieltag) neun Punktspiele bestritt und sein einziges Tor, mit dem Anschlusstreffer bei der 1:2-Niederlage am 21. März 2009 (27. Spieltag) im Auswärtsspiel gegen Kickers Offenbach, erzielte.
Am 7. April 2009 (30. Spieltag) wurde er beim 4:3-Sieg im Heimspiel gegen Dynamo Dresden in der 73. Minute mit der Roten Karte des Feldes verwiesen, obwohl er zuvor für Steffen Schneider ausgewechselt worden war und das Spielfeld bereits verlassen hatte, nachdem er die Zuschauer mit Gesten beleidigt hatte.
Mit dem Abstieg des VfR Aalen in die Regionalliga Süd wurde sein Vertrag unwirksam. Daraufhin beendete Nagorny seine Spielerkarriere und wurde Trainer der Reserve- und A-Jugend-Mannschaft bei seinem Jugendverein FC Dingolfing. Nach einer Zwischenstation bei den Senioren des FC Teisbach wurde er Trainer des Bayernligisten SpVgg Hankofen-Hailing. Im November 2016 wurde nach einer Serie von 14 Punktspielen ohne Sieg entlassen. Ende 2017 übernahm er den Trainerposten beim SV Frauenbiburg. Im September 2018 endete seine Tätigkeit dort.